# Liste der Naturdenkmale in Bahretal
Die Liste der Naturdenkmale in Bahretal nennt die Naturdenkmale in Bahretal im sächsischen Landkreis Sächsische Schweiz-Osterzgebirge.

## Definition
„Naturdenkmäler sind rechtsverbindlich festgesetzte Einzelschöpfungen der Natur oder entsprechende Flächen bis zu fünf Hektar, deren besonderer Schutz erforderlich ist
1. aus wissenschaftlichen, naturgeschichtlichen oder landeskundlichen Gründen oder
2. wegen ihrer Seltenheit, Eigenart oder Schönheit.“

„§ 18 – Naturdenkmäler – (zu § 28 BNatSchG)
(1) Die Erklärung nach § 22 Abs. 1 BNatSchG von Teilen von Natur und Landschaft als Naturdenkmal erfolgt durch Rechtsverordnung oder Einzelanordnung.
(2) Über § 28 Abs. 1 BNatSchG hinaus können Naturdenkmäler zur Sicherung von Lebensgemeinschaften oder Lebensstätten von im Bestand gefährdeten oder streng geschützten Arten festgesetzt werden.“

## Liste
Link zu einem Kartenansichtstool, um Koordinaten zu setzen.
| Bild                          | Bezeichnung                                    | Lage                               | Beschreibung | Datum | Nummer  |
| ----------------------------- | ---------------------------------------------- | ---------------------------------- | ------------ | ----- | ------- |
| mehr Fotos \| Fotos hochladen | Ehrlichtteich Herbergen                        | (50° 52′ 14,6″ N, 13° 52′ 43,4″ O) |              |       | SSZ 028 |
| BW                            | Bahre unterhalb Borna-Gersdorf                 | (50° 53′ 16,1″ N, 13° 54′ 18,3″ O) |              |       | SSZ 079 |
| BW                            | Kalksteinabraum bei Friedrichswalde            | (50° 54′ 34″ N, 13° 53′ 55,8″ O)   |              |       | SSZ 080 |
| BW                            | Feldgehölz bei Friedrichswalde                 | (50° 54′ 3,5″ N, 13° 53′ 24,4″ O)  |              |       | SSZ 081 |
| BW                            | Feldgehölz Laurich                             | (50° 53′ 42,3″ N, 13° 52′ 42,4″ O) |              |       | SSZ 154 |
| BW                            | Buchen-Altholz an der Bahrebrücke bei Gersdorf | (50° 51′ 22,9″ N, 13° 54′ 34,2″ O) |              |       | SSZ 155 |
| BW                            | Rotbuchen-Altholz am Herbstberg bei Gersdorf   | (50° 51′ 38,6″ N, 13° 54′ 24,7″ O) |              |       | SSZ 157 |

Das Nummernschema des Landkreises unterscheidet
- Einzelnaturdenkmal = Kleinbuchstaben (ssz 001 Winterlinde in Neustadt; …)
- Flächennaturdenkmal = Großbuchstaben (SSZ 001 Erlpeterquelle Pirna; …)